# 3M
Pour les articles homonymes, voir 3M (homonymie).
3M Company (NYSE : MMM), auparavant Minnesota Mining and Manufacturing Company (jusqu'en 2002), est un conglomérat américain basé à Saint Paul (Minnesota). Pour le grand public, la société est connue pour quelques-unes de ses marques comme Scotch, créée dans les années 1920, ou Post-it, lancée dans les années 1980.

## Historique

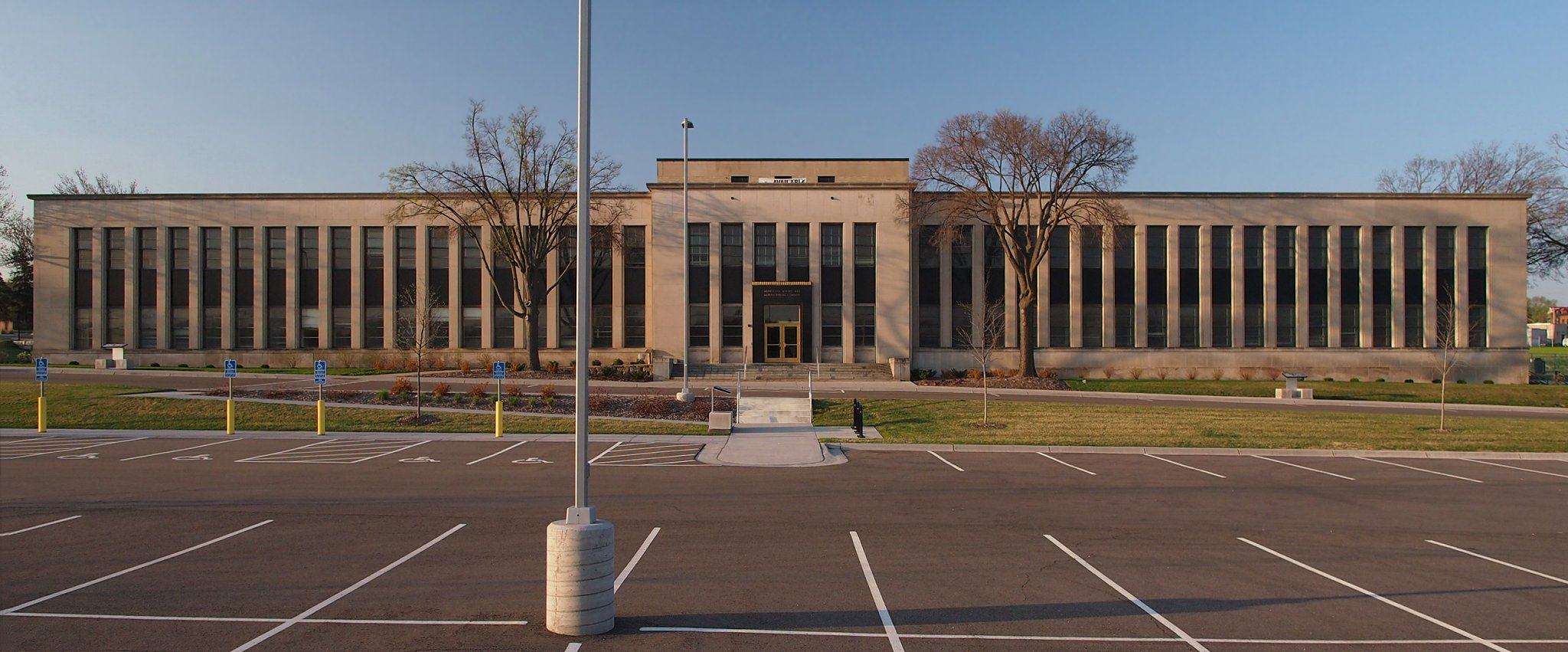
Le bâtiment d'administration de 3M en 2015. Il est inscrit au registre national des lieux historiques pour son rôle d'importance nationale dans le commerce, l'industrie, et l'innovation, et pour son importance locale en architecture.

La Minnesota Mining & Manufacturing Company (3M) est fondée en 1902 par un groupe de cinq hommes d'affaires, pour l'exploitation d'une mine de corindon à Two Harbors (Minnesota) afin de produire des meules abrasives. Leur première expédition est un échec. Ils décident alors de s'installer à Duluth pour produire du papier de verre, sans beaucoup plus de succès, du fait de la mauvaise tenue de la colle.
En 1910, l'entreprise s'établit à Saint-Paul. Au début des années 1920, elle commercialise un papier abrasif imperméable qui se révèle performant. En 1925, la société se diversifie en lançant un ruban adhésif de masquage conçu par un jeune assistant de laboratoire, Richard G. Drewet, sous la marque « Scotch ». Le ruban de « Cellophane Scotch » est créé quelques années plus tard[réf. nécessaire].
Durant la Seconde Guerre mondiale, la société poursuit sa diversification et entre dans le secteur de la défense, puis dans la signalisation routière, ou encore la bande magnétique d'enregistrement audio.[réf. nécessaire]
Dans les années 1950, 3M est leader dans la photocopie alors sur papier traité, cette position disparaîtra après l'apparition du système Xerox. Puis, 3M lance le tampon à récurer Scotch-Brite. Dans les années 1970 et 1980, l'entreprise investit le secteur médical, puis la bureautique avec la commercialisation du Post-it. Elle est aussi à l'origine du procédé odorama, constituant une bibliothèque d'odeurs, chaque essence étant encapsulée dans un mélange de colle, et le grattage permet de libérer le parfum.
Dans les années 1960 et au début des années 1970, 3M a publié des jeux de société sous la marque « 3M bookshelf game series (en) » dont Acquire (1964) et Twixt (1962). Ces jeux étaient vendus dans les grands magasins et se distinguaient par des règles simples et faciles à apprendre mais avec des mécanismes complexes et des composants de haute qualité. En tant que tels, ils sont les ancêtres des jeux allemands. Ces jeux ont eu des thèmes très variés, sur le sport aux jeux de lettres. La marque a été à cette époque l’un des principaux éditeurs de créateurs influents comme Sid Sackson et Alex Randolph. Au milieu des années 1970, toute la gamme de jeux a été reprise par Avalon Hill.
En mars 2009, le directeur industriel du site pharmaceutique 3M de Pithiviers est séquestré par des grévistes opposés à des licenciements.
En mai 2014, la société dépose son 100 000e brevet. En juillet 2014, 3M acquiert les 25 % que détenaient les Sumitomo Electric Industries dans leur coentreprise Sumitomo 3M, créée en 1961, pour 885 millions de dollars.
En février 2015, Asahi Kasei et 3M acquièrent Polypore International, pour respectivement 2,2 milliards de dollars et 1 milliard de dollars. Asahi Kasei récupère des activités dans les batteries pour les véhicules électriques, alors que 3M acquiert ses activités de membranes micropores et de modules pour la filtration dans les segments industriel et de spécialité,.
En juin 2015, 3M acquiert au fonds d'investissement KKR Capital Safety, un producteur d'équipements de protection contre la chute (harnais, corde, etc.) qui emploie 1 500 personnes, pour 1,8 milliard de dollars, en plus d'une reprise de dette de 700 millions de dollars
En décembre 2016, 3M annonce la vente de ses activités d'identification des personnes à Gemalto pour 850 millions de dollars. En mars 2017, 3M annonce acquérir pour 2 milliards d'euros Scott Safety, filiale de Johnson Controls regroupant ses activités dans les équipements de lutte contre les incendies.
En mai 2019, 3M annonce l'acquisition d'Acelity, spécialisée dans le matériel médical, notamment dans les pansements à pression négative, pour 6,7 milliards de dollars, dette incluse.
En décembre 2019, 3M annonce la vente de son activité d'administrations de médicaments, incluant des patchs et d'inhalateurs, à Altaris Capital Partners pour 650 millions de dollars.
En décembre 2020, la perturbation des marchés due à la pandémie de Covid-19 pousse le groupe à entreprendre une restructuration en vue de réduire ses coûts et de libérer des moyens pour accélérer l'innovation. 2 900 emplois au total sont supprimés au niveau mondial. Cette restructuration concerne tous les secteurs d'activité, tous les niveaux de fonction et toutes les zones géographiques,.
En décembre 2021, 3M annonce la fusion de ses activités de sécurité alimentaire avec Neogen en gardant une participation de 50,1 % dans le nouvel ensemble.
En août de la même année, 3M est condamné à verser 5 milliards de dollars du fait de bouchons d'oreille défectueux à l'armée américaine.
En avril 2024, 3M scinde ses activités de matériel médical dans une nouvelle entité nommé Solventum, cette scission intervient après les lourdes amendes liés aux bouchons d'oreille défectueux et à la pollution au PFAS.

## Activités
3M conçoit et fabrique une grande diversité de produits et de solutions qui sont destinés à cinq grands marchés. 3M organise sa stratégie d'innovation autour de 46 plateformes technologiques allant des adhésifs aux abrasifs en passant par les capteurs et les matériaux électroniques.

### Grand Public

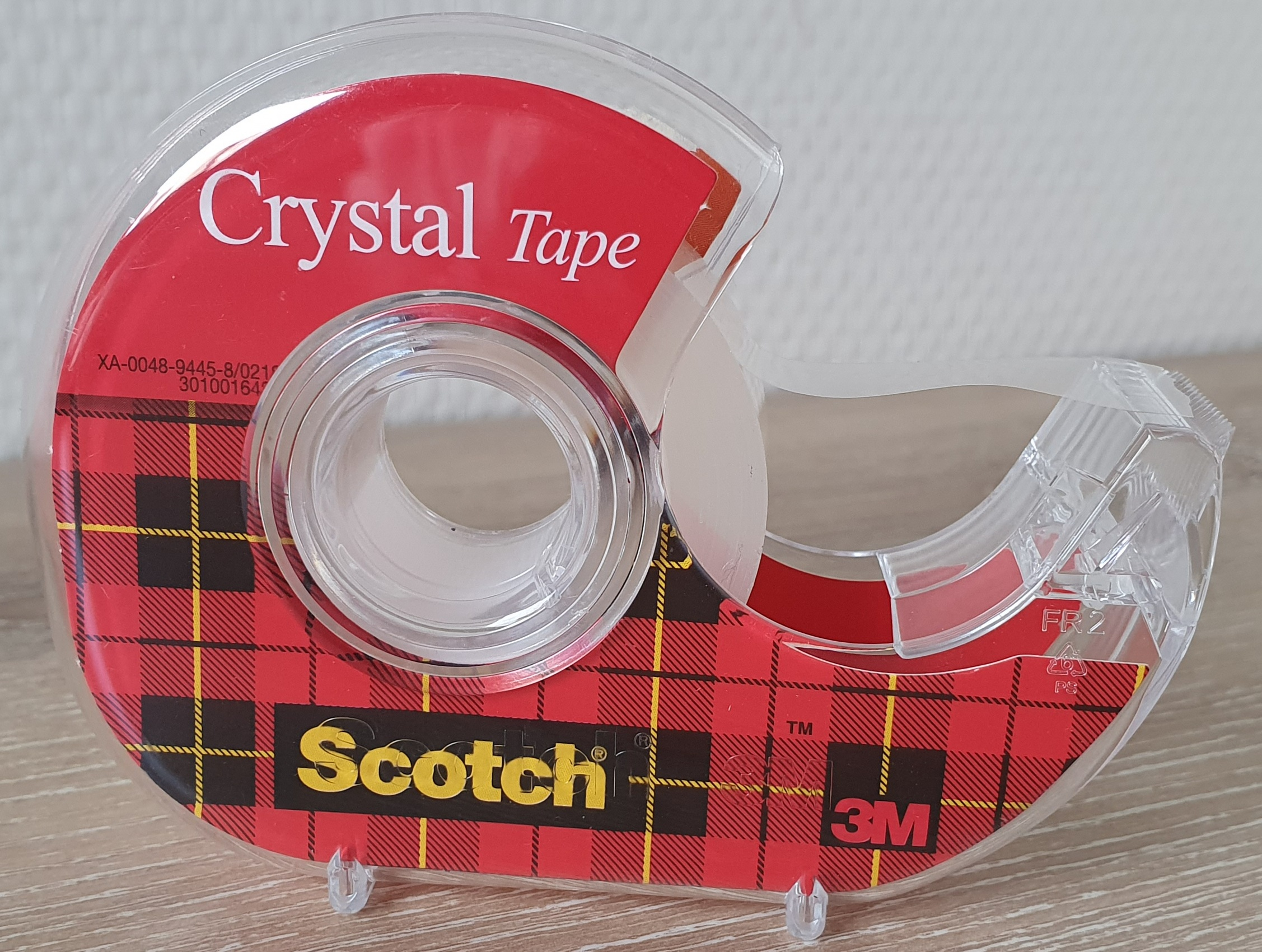
Un produit Scotch.

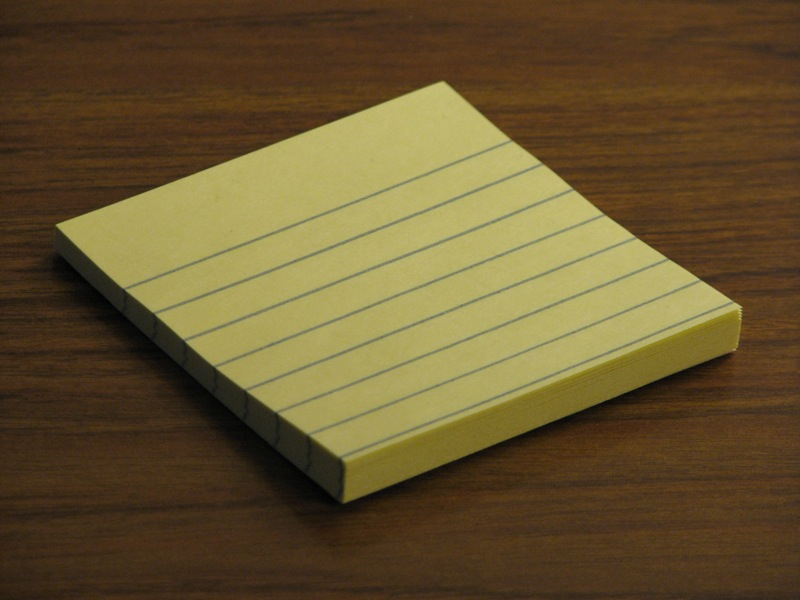
Un produit Post-it.

3M développe pour le marché grand public des produits du quotidien. Le marché grand public rassemble quatre départements :
- Papeterie : Post-it, Scotch;
- Bricolage et bâtiment : Filtrete, Command, 3M ;
- Entretien ménager : Scotch-Brite ;
- Bien-être & Santé : Nexcare, Futuro
- Automobile: Meguiar's (produits d'esthétique automobile et détailling)

### Électronique et énergie

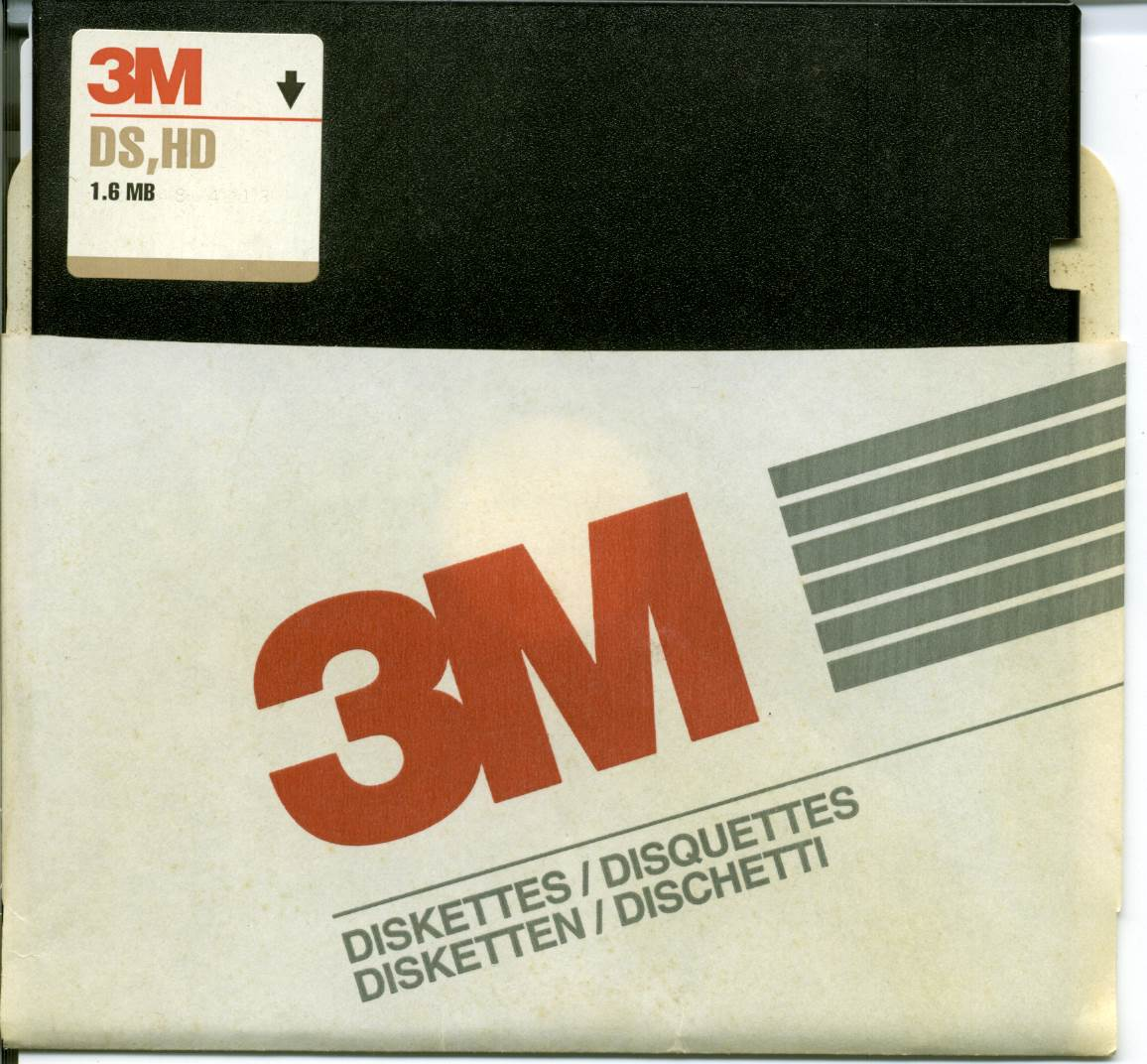
Une disquette 5,25 pouces.

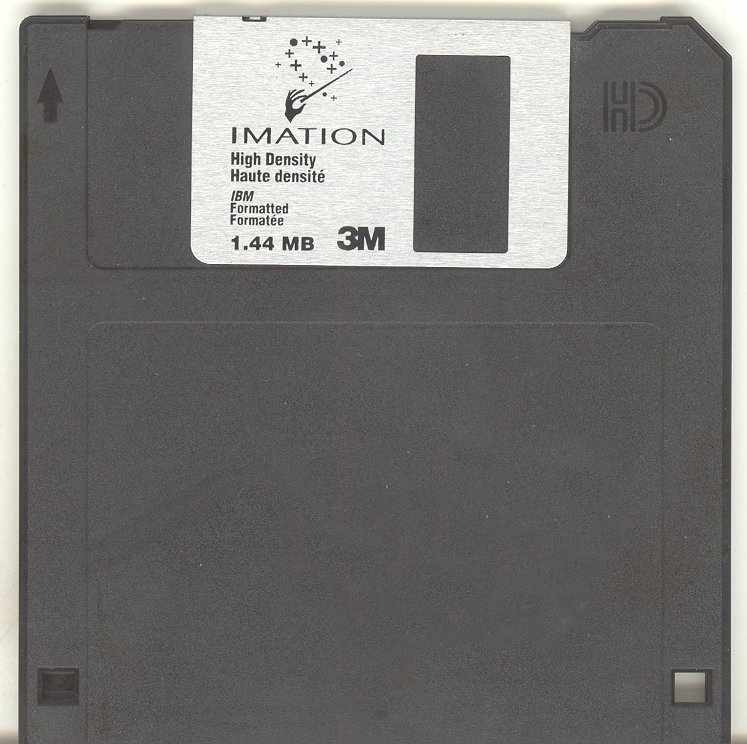
Une disquette 3,5 pouces.

Le marché électronique et énergie est composé de quatre départements :
- marchés électriques : matériels d'équipement de réseaux basse, moyenne et très haute tension ;
- télécommunications : composants et systèmes de connectique pour les câbles de cuivre et fibres optiques ;
- marchés électroniques : protection, maintenance et sécurité pour les centres de données, stockage d'énergie (batteries électriques LMP) au sel de lithium pour les voitures électriques ;
- systèmes optiques : filtres de confidentialité pour ordinateurs et smartphones

### Santé
Le marché de la santé est composé de quatre départements :
- Prévention des infections : Littmann, Bair Hugger ;
- Solutions pour les soins critiques et chroniques : Tegaderm, Micropore, Cavilon ;
- Soins professionnels oraux : Lava, Pentamix, Incognito, Clarity, etc. ;
- Sécurité alimentaire : Petrifilm, Clean-Trace

### Industrie
3M est actif dans le secteur industriel. Le marché de l'industrie regroupe sept départements :
- Solutions abrasives pour l'industrie : Cubitron II, Scotch-Brite ;
- Colles et adhésifs pour l'industrie : Scotch-Weld, VHB, Dual-Lock, Scotch ;
- Réparation automobile : PPS, Hookit, Perfect-it ;
- Construction automobile ;
- Construction aéronautique ;
- Matériaux innovants ;
- 3M Purification

### Sécurité et signalétique
Le marché sécurité et signalétique regroupe trois départements :
- Solutions pour la protection Individuelle : EAR, PELTOR, Speedglas, Scotchlite, Thinsulate ;
- Solutions commerciales : Envision, Scotchgard, Scotchprint, Di-Noc, Fasara, Safety Walk, Nomad ;
- Marchés signalisation, identification et sécurité

## Données financières
| Années             | 2016   | 2017   | 2018   | 2019   |
| ------------------ | ------ | ------ | ------ | ------ |
| Chiffre d'affaires | 30 109 | 31 657 | 32 765 | 32 241 |
| Résultat net       | 5 050  | 4 858  | 5 349  | 4 800  |

## Actionnaires
Liste des principaux actionnaires en janvier 2025 :
| Nom                                    | %    |
| Vanguard Fiduciary Trust Co.           | 9,08 |
| BlackRock Advisors LLC                 | 5,75 |
| State Street Corp.                     | 4,99 |
| JPMorgan Investment Management, Inc.   | 2,30 |
| Geode Capital Management LLC           | 2,07 |
| Fidelity Management & Research Co. LLC | 1,64 |
| Eaton Vance Management                 | 1,61 |
| BlackRock Life Ltd.                    | 1,53 |
| State Farm Investment Management Corp. | 1,50 |
| Newport Trust Co.                      | 1,34 |

## Pollution industrielle
3M utilise dans ses produits et commercialise des PFAS pour leurs propriétés antiadhésives, antitaches et imperméabilisantes. Alors que l'entreprise en suspecte les effets nocifs depuis 1960, et les connait avec certitude depuis les années 1970, elle en cache délibérément les dangers  pendant des décennies pour continuer à vendre ses produits.
3M a été accusée de polluer l'environnement au Minnesota pendant des dizaines d'années avec des alkyles perfluorés. En février 2018, l'affaire s'est conclue par un accord à l'amiable, où 3M a versé 850 millions de dollars de dédommagements à cet État.
Le 21 mai 2019, la (de)Bund für Umwelt und Naturschutz Deutschland (BUND, Fédération allemande pour l'environnement et la protection de la nature) révèle en utilisant les données fournies par l'Agence fédérale de l'environnement allemande comme par l'Agence européenne des produits chimiques que 654 entreprises opérant en Europe ne respectent pas, entre 2014 et 2019, le protocole européen d'enregistrement, évaluation et autorisation des produits chimiques (REACH), censé protéger la santé et l'environnement des Européens. Ces entreprises, dont 3M, emploient massivement des substances de synthèse interdites et potentiellement dangereuses,,.
En 2021, des tests sanguins effectués sur près de 800 habitants de Zwijndrecht vivant dans un rayon de trois kilomètres autour de l'usine 3M ont montré que 59 % avaient trop d'acide perfluorooctanesulfonique (PFOS) dans le sang, a indiqué l'Agence flamande pour les soins et la santé. En 2023, les analyses montrent la présence de ce polluant dans des œufs de poule jusqu'à 15 km de l'usine.
En décembre 2022, l'entreprise annonce qu'elle va cesser la production de per et polyfluoroalkylées d’ici à 2025.
En juin 2023, dans le but de mettre fin aux poursuites engagées par plusieurs réseaux de distribution d'eau potable aux États-Unis, 3M a accepté de verser 10,3 milliards de dollars (9,5 milliards d'euros) sur 10 ans. Lesdits réseaux de distribution d'eau potable ont accusé 3M d'avoir contaminé l'eau potable avec des PFAS, c'est-à-dire des composants chimiques nommés « polluants éternels »),,. Cet accord est pour Les Échos l'une des illustrations du principe du pollueur-payeur. Toutefois, le coût des seuls PFOA et le PFOS — deux des PFAS produits par 3M —en termes de charge de morbidité, d’invalidité et de dépenses de santé a été évalué à 62 milliards par an par des chercheurs de l’Université de New York en 2018.

## Communication

### Compétition sportive
3M est le sponsor principal du 3M Open (en), un tournoi de golf professionnel organisé dans le Minnesota.

## Activité de lobbying
Selon le Center for Responsive Politics, les dépenses de lobbying de 3M aux États-Unis s'élèvent en 2017 à 4 060 000 dollars.
3M est inscrit depuis 2011 au registre de transparence des représentants d'intérêts auprès de la Commission européenne, et déclare en 2018 pour cette activité des dépenses annuelles d'un montant compris entre 600 000 et 700 000 euros.
En France, 3M déclare à la Haute Autorité pour la transparence de la vie publique exercer des activités de lobbying en France pour un montant qui n'excède pas 50 000 euros sur l'année 2018.